# International Lease Finance Corporation
International Lease Finance Corporation (ILFC) is een vliegtuigleasingbedrijf uit Los Angeles. Het werd in juli 1973 opgericht. ILFC is naar waarde de grootste vliegtuigleaser ter wereld. De grootste concurrent van ILFC, GE Capital Aviation Services, een deel van General Electric is de grootste leaser gemeten naar het aantal vliegtuigen.
ILFC telt zo'n 200 luchtvaartmaatschappijen tot klant verdeeld over 80 landen, waaronder Air France-KLM, Brussels Airlines en Transavia.

## AIG wil ILFC verkopen
In september 2008 is ILFC te koop gezet. Het moederbedrijf, de Amerikaanse verzekeraar American International Group (AIG), wil met de verkoopopbrengst leningen aan de Amerikaanse centrale bank terugbetalen. AIG dreigde als gevolg van de kredietcrisis failliet te gaan en kreeg van de Federal Reserve een lening van omgerekend 60 miljard euro. Het verhuren van vliegtuigen is een kapitaalsintensieve activiteit, waarbij veel schulden worden aangegaan en zowel kredietverstrekkers als vliegtuigbouwers vereisen een sterke financiële positie van de leasemaatschappij. ILFC beheerde in 2008 wereldwijd ongeveer duizend vliegtuigen met een totale waarde van 37 miljard euro. ILFC moeten volgens analisten tussen de 3,5 miljard en 5,5 miljard euro opbrengen. In december 2012 werd de verkoop van 80% van de aandelen in ILFC aan een groep Chinese investeerders aangekondigd. De verkoop levert zo’n 4,1 miljard euro op en later kunnen de investeerders hun belang nog eens met 9,9% uitbreiden. Deze transactie ging uiteindelijk niet door.
Ultimo 2013 koopt vliegtuigleasebedrijf AerCap ILFC voor 5 miljard dollar. AerCap betaalt voor een deel met eigen aandelen de overname en na de transactie is AIG de grootste aandeelhouder in het bedrijf met een belang van 46%. Het op Schiphol gevestigde AerCap wordt door de koop het grootste vliegtuigleasebedrijf ter wereld, gemeten in waarde van de activa, die $ 41 miljard bedraagt. AerCap bezit na de overname 1.673 toestellen, inclusief een orderboek van 385 vliegtuigen. Gemeten naar de omvang van de vloot is AerCap tweede in de markt en blijft GE Capital Aviation Services met 1.700 vliegtuigen de grootste.

## Vloot
In december 2013 zag de vloot van ILFC er aldus uit:
| Type                | Aantal |
| ------------------- | ------ |
| Airbus A319         | 123    |
| Airbus A320         | 162    |
| Airbus A321         | 86     |
| Airbus A330         | 90     |
| Airbus totaal       | 461    |
| Boeing 737          | 230    |
| Boeing 767          | 48     |
| Boeing 777          | 71     |
| Boeing totaal       | 349    |
| Overige vliegtuigen | 121    |
| Totaal in eigendom  | 931    |
| In beheer           | 71     |
| Totaal              | 1.002  |